# Когато бъда мъртъв и бял
„Когато бъда мъртъв и бял“ (на сръбски: Кад будем мртав и бео или Kad budem mrtav i beo) е югославски игрален филм от 1967 година с драматичен сюжет. Режисьор е Живоин Павлович, а главните роли се изпълняват от Драган Николич, Неда Спасоевич и Слободан Алигрудич. През 1968 година филмът печели наградата за най-добър филм на Филмовия фестивал в Пула.